# Gabinete Paluckas
El Gabinete de Ministros de Gintautas Paluckas es el decimonoveno gabinete del gobierno lituano desde la restauración de la independencia en 1990. Este es el gobierno actual que dirige el país.

## Historia

### Formación de coaliciones y gabinetes

#### Nominación del primer ministro
A principios de agosto de 2024, cuando la presidenta del partido, Vilija Blinkevičiūtė, no expresó claramente su deseo de postularse para el cargo de primer ministro, el vicepresidente del partido, Gintautas Paluckas, afirmó que se estaba preparando para asumir el cargo de jefe de Gobierno. si el Partido Socialdemócrata de Lituania (LSDP) ganara las elecciones.
Las elecciones de octubre fueron un total éxito para el LSDP: se convirtió en la facción más grande del Seimas con 52 de los 141 escaños y teniendo más posibilidades para formar gobierno que el resto de partidos.
Blinkevičiūtė, que previamente había asegurado que trabajaría como líder en el gobierno, el 30 de octubre. anunció en una rueda de prensa que por motivos personales, entre ellos edad y especialmente su salud, no será la candidata del partido a primera ministra, por lo que propuso en su lugar al vicepresidente del partido, Gintautas Paluckas. Según ella, el presidium del partido aprobó por unanimidad su propuesta.

#### Acuerdo con Amanecer de Nemunas
Después de la decisión de Blinkevičiūtė, Gintautas Paluckas asumió la formación de la nueva coalición, quien confirmó sus planes de continuar las conversaciones con la Unión de Demócratas 'Por Lituania' liderada por Saulius Skvernelis y de iniciar consultas con el partido previamente rechazado de Blinkevičiūtė, Amanecer de Nemunas, cuyo líder Remigijus Žemaitaitis en 2023 publicó en Facebook cuatro comentarios antisemitas públicos, que recibieron no solo duras críticas, sino también la conclusión del Tribunal Constitucional, afirmando que el político rompió el juramento del miembro del Seimas y violó la Constitución del país. Antes del impeachment que se preparaba en 2023 Žemaitaitis dimitió del Seimas y la prohibición de diez años de su candidatura ya no era válida.
Las consultas de tres partidos: el Partido Socialdemócrata de Lituania, la Unión de Demócratas 'Por Lituania' y Amanecer de Nemunas finalizaron el 8 de noviembre de 2024 y unos días después, el 11 de noviembre, firmaron un acuerdo de coalición. La cooperación con este último político provocó una ola de indignación no sólo en Lituania (la ex presidenta, Dalia Grybauskaitė, que rara vez aparece en público, habló fuertemente contra la formación del nuevo gobierno), sino también en el extranjero: las noticias sobre la política antisemita del PPNA, se difundió en The New York Times y otros portales influyentes. El actual presidente del país, Gitanas Nausėda, calificó de "error" la coalición con el partido de Remigijus Žemaitaitis y dijo que no les tomaría juramento a los miembros de este partido para puestos ministeriales, por lo que sería necesario buscar tecnócratas.
Antes de la participación del PPNA en la coalición los días 14 y 21 de noviembre. También se llevaron a cabo dos acciones civiles de "10 minutos de silencio" en la Plaza de la Independencia, cerca del Seimas.

#### Formación del gabinete
El 21 de noviembre, el parlamento aprobó la candidatura de Gintautas Paluckas, para ser el nuevo primer ministro, tras la presentación de su gobierno al Presidente de la República. El mismo día después del nombramiento, el nuevo jefe de Gobierno presentó al presidente una presentación parcial de la composición del gabinete. Tras reuniones con candidatos ministeriales, el presidente el 4 de diciembre de 2024  Decidió confirmar un gobierno que no estaba integrado por toda su composición, sin los ministros de Medio Ambiente y de Justicia.  Después de que la coalición encontrara candidatos para puestos vacíos en los ministerios, el presidente el 11 de diciembre complementó su decreto.
El gobierno de Gintautas Paluckas recibió el mandato y en 2024 reemplazó al gabinete de Šimonytė oficialmente el 12 de diciembre de 2024.

## Apoyo parlamentario
| Cámara | Candidato          | Fecha                                                     | Voto |    | TS-LKD | NA |    |    | LVŽS |   | Ind. | NS | PLT | Total  |
| ------ | ------------------ | --------------------------------------------------------- | ---- | -- | ------ | -- | -- | -- | ---- | - | ---- | -- | --- | ------ |
| Seimas | Gintautas Paluckas | 19 de noviembre de 2024 Mayoría simple requerida (71/141) | Sí   | 51 |        | 19 | 15 |    |      |   | 2    |    | 1   | 88/141 |
| Seimas | Gintautas Paluckas | 19 de noviembre de 2024 Mayoría simple requerida (71/141) | No   |    | 23     |    |    | 11 |      |   |      |    |     | 34/141 |
| Seimas | Gintautas Paluckas | 19 de noviembre de 2024 Mayoría simple requerida (71/141) | Abs. |    | 1      |    |    |    | 5    |   |      |    |     | 6/141  |
| Seimas | Gintautas Paluckas | 19 de noviembre de 2024 Mayoría simple requerida (71/141) | Aus. | 1  | 4      |    |    | 1  | 3    | 3 |      | 1  |     | 13/141 |

## Gabinete ministerial
Partido Socialdemócrata Lituano
     Independiente nominado por el Partido Socialdemócrata Lituano
     Independiente nominado por Amanecer de Nemunas
     Unión de Demócratas 'Por Lituania'

### Primer ministro de República de Lituania
| Fotografía | Primer ministro    | Período                 | Período     | Partido | Partido |
| Fotografía | Primer ministro    | Inicio                  | Fin         | Partido | Partido |
| ---------- | ------------------ | ----------------------- | ----------- | ------- | ------- |
|            | Gintautas Paluckas | 12 de diciembre de 2024 | En el cargo |         |         |

### Ministerios
| Ministerio                    | Fotografía | Titular               | Período                 | Período     | Partido | Partido | Ref   |
| Ministerio                    | Fotografía | Titular               | Inicio                  | Fin         | Partido | Partido | Ref   |
| ----------------------------- | ---------- | --------------------- | ----------------------- | ----------- | ------- | ------- | ----- |
| Agricultura                   |            | Ignas Hofmanas        | 12 de diciembre de 2024 | En el cargo |         | PPNA    | [ 3 ] |
| Asuntos Exteriores            |            | Kęstutis Budrys       | 12 de diciembre de 2024 | En el cargo |         |         |       |
| Cultura                       |            | Šarūnas Birutis       | 12 de diciembre de 2024 | En el cargo |         |         |       |
| Defensa Nacional              |            | Dovilė Šakalienė      | 12 de diciembre de 2024 | En el cargo |         |         |       |
| Economía e Innovación         |            | Lukas Savickas        | 12 de diciembre de 2024 | En el cargo |         |         |       |
| Educación, Ciencia y Deportes |            | Raminta Popovienė     | 12 de diciembre de 2024 | En el cargo |         |         |       |
| Energía                       |            | Žygimantas Vaičiūnas  | 12 de diciembre de 2024 | En el cargo |         |         |       |
| Finanzas                      |            | Rimantas Šadžius      | 12 de diciembre de 2024 | En el cargo |         |         |       |
| Interior                      |            | Vladislav Kondratovič | 12 de diciembre de 2024 | En el cargo |         |         |       |
| Justicia                      |            | Rimantas Mockus       | 12 de diciembre de 2024 | En el cargo |         | PPNA    | [ 4 ] |
| Medio Ambiente                |            | Povilas Poderskis     | 12 de diciembre de 2024 | En el cargo |         | PPNA    | [ 5 ] |
| Salud                         |            | Marija Jakubauskienė  | 12 de diciembre de 2024 | En el cargo |         |         |       |
| Seguridad Social y Trabajo    |            | Inga Ruginienė        | 12 de diciembre de 2024 | En el cargo |         |         |       |
| Transportes y Comunicaciones  |            | Eugenijus Sabutis     | 12 de diciembre de 2024 | En el cargo |         |         |       |